# Csehország a 2011-es úszó-világbajnokságon
Csehország a 2011-es úszó-világbajnokságon 16 sportolóval vett részt.

## Hosszútávúszás
Férfi
| Versenyző       | Esemény                             | Döntő     | Döntő    |
| Versenyző       | Esemény                             | Idő       | Helyezés |
| --------------- | ----------------------------------- | --------- | -------- |
| Jan Pošmourný   | Férfi 5 kilométeres hosszútávúszás  | 56:35.9   | 20       |
| Jan Pošmourný   | Férfi 10 kilométeres hosszútávúszás | 1:56:50.2 | 32       |
| Rostislav Vítek | Férfi 10 kilométeres hosszútávúszás | DNF       | DNF      |
| Rostislav Vítek | Férfi 25 kilométeres hosszútávúszás | DNF       | DNF      |
| Libor Smolka    | Férfi 25 kilométeres hosszútávúszás | 5:13:20.1 | 10       |

Női
| Versenyző       | Esemény                           | Döntő     | Döntő    |
| Versenyző       | Esemény                           | Idő       | Helyezés |
| --------------- | --------------------------------- | --------- | -------- |
| Jana Pechanová  | Női 5 kilométeres hosszútávúszás  | 1:00:47.4 | 10       |
| Jana Pechanová  | Női 10 kilométeres hosszútávúszás | 2:02:13.8 | 7        |
| Jana Pechanová  | Női 25 kilométeres hosszútávúszás | DNF       | DNF      |
| Silvie Rybářová | Női 10 kilométeres hosszútávúszás | 2:05:30.5 | 29       |
| Silvie Rybářová | Női 25 kilométeres hosszútávúszás | 5:29:51.3 | 9        |

## Úszás
Férfi
| Versenyző                                               | Esemény                          | Selejtező | Selejtező | Elődöntő          | Elődöntő          | Döntő               | Döntő               |
| Versenyző                                               | Esemény                          | Idő       | Helyezés  | Idő               | Helyezés          | Idő                 | Helyezés            |
| ------------------------------------------------------- | -------------------------------- | --------- | --------- | ----------------- | ----------------- | ------------------- | ------------------- |
| Martin Verner                                           | Férfi 100 méteres gyorsúszás     | 49.52     | 28        | Nem jutott tovább | Nem jutott tovább | Nem jutott tovább   | Nem jutott tovább   |
| Květoslav Svoboda                                       | Férfi 800 méteres gyorsúszás     | 8:20.41   | 41        |                   |                   | Nem jutott tovább   | Nem jutott tovább   |
| Petr Bartůněk                                           | Férfi 50 méteres mellúszás       | 27.86     | 12 Q      | 27.87             | 15                | Nem jutott tovább   | Nem jutott tovább   |
| Petr Bartůněk                                           | Férfi 100 méteres mellúszás      | 1:01.75   | 35        | Nem jutott tovább | Nem jutott tovább | Nem jutott tovább   | Nem jutott tovább   |
| Michal Rubáček                                          | Férfi 50 méteres pillangóúszás   | 24.59     | 31        | Nem jutott tovább | Nem jutott tovább | Nem jutott tovább   | Nem jutott tovább   |
| Jan Šefl                                                | Férfi 100 méteres pillangóúszás  | 53.97     | 37        | Nem jutott tovább | Nem jutott tovább | Nem jutott tovább   | Nem jutott tovább   |
| Jan Šefl                                                | Férfi 200 méteres pillangóúszás  | 2:01.34   | 34        | Nem jutott tovább | Nem jutott tovább | Nem jutott tovább   | Nem jutott tovább   |
| Jan Šefl Michal Rubáček Martin Verner Květoslav Svoboda | Férfi 4 × 200 méteres gyorsváltó | 7:24.46   | 16        |                   |                   | Nem jutottak tovább | Nem jutottak tovább |

Női
| Versenyző           | Esemény                     | Selejtező | Selejtező | Elődöntő          | Elődöntő          | Döntő             | Döntő             |
| Versenyző           | Esemény                     | Idő       | Helyezés  | Idő               | Helyezés          | Idő               | Helyezés          |
| ------------------- | --------------------------- | --------- | --------- | ----------------- | ----------------- | ----------------- | ----------------- |
| Simona Baumrtová    | Női 50 méteres hátúszás     | 29.37     | 30        | Nem jutott tovább | Nem jutott tovább | Nem jutott tovább | Nem jutott tovább |
| Simona Baumrtová    | Női 100 méteres hátúszás    | 1:02.71   | 30        | Nem jutott tovább | Nem jutott tovább | Nem jutott tovább | Nem jutott tovább |
| Simona Baumrtová    | Női 200 méteres hátúszás    | 2:13.48   | 24        | Nem jutott tovább | Nem jutott tovább | Nem jutott tovább | Nem jutott tovább |
| Petra Chocová       | Női 50 méteres mellúszás    | 31.41     | 12 Q      | 31.75             | 12                | Nem jutott tovább | Nem jutott tovább |
| Petra Chocová       | Női 100 méteres mellúszás   | 1:08.58   | 15 Q      | 1:08.40           | 13                | Nem jutott tovább | Nem jutott tovább |
| Martina Moravčíková | Női 200 méteres mellúszás   | 2:31.46   | 25        | Nem jutott tovább | Nem jutott tovább | Nem jutott tovább | Nem jutott tovább |
| Barbora Závadová    | Női 200 méteres vegyesúszás | 2:14.08   | 14 Q      | 2:14.03           | 15                | Nem jutott tovább | Nem jutott tovább |
| Barbora Závadová    | Női 400 méteres vegyesúszás | 4:36.96   | 4 Q       |                   |                   | 4:38.04           | 7                 |

## Szinkronúszás
| Versenyző                       | Esemény               | Selejtező | Selejtező | Döntő             | Döntő             |
| Versenyző                       | Esemény               | Pont      | Helyezés  | Pont              | Helyezés          |
| ------------------------------- | --------------------- | --------- | --------- | ----------------- | ----------------- |
| Soňa Bernardová                 | Egyéni szabad program | 85.630    | 12 Q      | 85.230            | 12                |
| Soňa Bernardová Alžběta Dufková | Páros rövid program   | 85.500    | 15        | Nem jutott tovább | Nem jutott tovább |
| Soňa Bernardová Alžběta Dufková | Páros szabad program  | 86.480    | 13        | Nem jutott tovább | Nem jutott tovább |